# ISO 3166-2:MV
ISO 3166-2:MV — стандарт Международной организации по стандартизации, который определяет геокоды. Является подмножеством стандарта ISO 3166-2, относящимся к Мальдивской Республике. Стандарт охватывает город - Мале, 7 регионов и 20 атоллов Мальдив. Каждый геокод состоит из двух частей: кода Alpha2 по стандарту ISO 3166-1 для Мальдив — MV и дополнительного кода, записанных через дефис. Дополнительные, трёхбуквенный код столицы образован созвучно названию столицы, двухбуквенный код региона образован созвучно: названию, аббревиатуре названия региона, двухбуквенный код атолла образован двухсимвольным числом. Геокоды регионов и аттолов Мальдив являются подмножеством кодов домена верхнего уровня — MV, присвоенного Мальдивам в соответствии со стандартами ISO 3166-1.

## Геокоды Мальдив первого уровня
Геокоды 1 столицы и 7 регионов административно-территориального деления Мальдив.
| Геокод | Административная единица | Статус  |
| ------ | ------------------------ | ------- |
| MV-MLE | Мале                     | столица |
| MV-NC  | Северо-Центральный       | регион  |
| MV-US  | Крайне Южный             | регион  |
| MV-SU  | Южный                    | регион  |
| MV-CE  | Центральный              | регион  |
| MV-SC  | Юго-Центральный          | регион  |
| MV-UN  | Крайне Северный          | регион  |
| MV-NO  | Северный                 | регион  |

## Геокоды Мальдив второго уровня
Геокоды 20 атоллов административно-территориального деления Мальдив.
| Геокод | Административная единица | Статус | В составе |
| ------ | ------------------------ | ------ | --------- |
| MV-02  | Алиф-Алиф                | атолл  | MV-NC     |
| MV-14  | Фаафу                    | атолл  | MV-CE     |
| MV-20  | Баа                      | атолл  | MV-NO     |
| MV-17  | Дхаалу                   | атолл  | MV-CE     |
| MV-00  | Алиф-Дхаал               | атолл  | MV-NC     |
| MV-27  | Гаафу-Алиф               | атолл  | MV-SC     |
| MV-01  | Сиину                    | атолл  | MV-SU     |
| MV-29  | Гнавийани                | атолл  | MV-SU     |
| MV-07  | Хаа-Алиф                 | атолл  | MV-UN     |
| MV-23  | Хаа-Дхаалу               | атолл  | MV-UN     |
| MV-26  | Каафу                    | атолл  | MV-NC     |
| MV-05  | Лааму                    | атолл  | MV-US     |
| MV-03  | Лавийани                 | атолл  | MV-NO     |
| MV-12  | Меему                    | атолл  | MV-CE     |
| MV-25  | Ноону                    | атолл  | MV-NO     |
| MV-13  | Раа                      | атолл  | MV-NO     |
| MV-28  | Гаафу-Дхаалу             | атолл  | MV-SC     |
| MV-24  | Шавийани                 | атолл  | MV-UN     |
| MV-08  | Тхаа                     | атолл  | MV-US     |
| MV-04  | Вааву                    | атолл  | MV-NC     |

## Геокоды пограничных Мальдивам государства
- Индия — ISO 3166-2:IN (на северо-востоке).